# Ekvivalenca
V matematični logiki je ekvivalenca dvočlena logična operacija med izjavami. Znak za ekvivalenco je {\displaystyle \Leftrightarrow } ali redkeje tudi {\displaystyle \leftrightarrow }. Ekvivalenca  {\displaystyle A\Leftrightarrow B} je pravilna, samo če imata operanda A in B enako logično vrednost (ali sta oba pravilna ali pa oba napačna).
Ekvivalenco {\displaystyle A\Leftrightarrow B} lahko beremo na več načinov:
- A, če in samo če B.
- Iz A sledi B in iz B sledi A.
- A natanko takrat, ko B.
- A je potreben in zadosten pogoj za B.

## Pravilnostna tabela
| A | B | {\displaystyle A\Leftrightarrow B} |
| - | - | ---------------------------------- |
| p | p | p                                  |
| p | n | n                                  |
| n | p | n                                  |
| n | n | p                                  |

Opomba: p - pravilno, n - nepravilno